# Hyagnis fistularius
Hyagnis fistularius är en skalbaggsart som beskrevs av Francis Polkinghorne Pascoe 1864. Hyagnis fistularius ingår i släktet Hyagnis och familjen långhorningar.
Artens utbredningsområde är Kenya. Inga underarter finns listade i Catalogue of Life.